# Supermarine Scimitar
Supermarine Scimitar byl britský celokovový námořní tryskový jednomístný stíhací letoun, který vznikl v roce 1956. S letounem operovala Fleet Air Arm.

## Vývoj

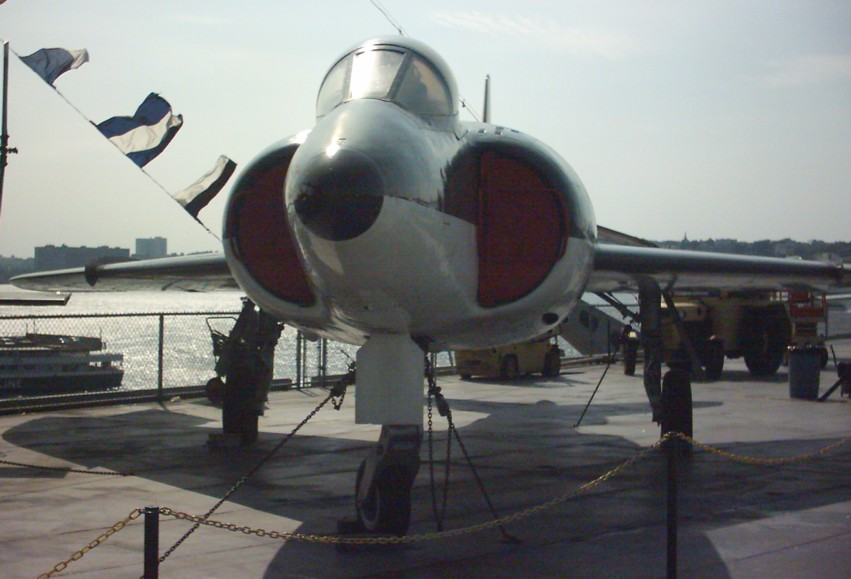
Supermarine Scimitar jako výstavní exponát na palubě letadlové lodi-muzea USS Intrepid

Supermarine Scimitar byl též známý jako Supemarine N.113. N.113 byl odvozen z prototypu 'Supermarine Type 508
' (sériové číslo VX 133), s prvním vzletem 31. srpna 1951, Supermarine Type 529 (VX 136) zalétaný 29. srpna 1952 a třetího prototypu Supermarine Type 525 (VX 138), který poprvé vzlétl 27. dubna 1954 se šípovým křídlem a šípovými ocasními plochami. Za pohon byla vybrána dvojice motorů Rolls-Royce Avon RA. 3. Dlouhou životností nevynikl, neboť 5. července 1955 podlehl katastrofě v Boscombe Down.
Závěrečnou vývojovou verzí byl Supermarine Type 544, jehož první prototyp (WT 854) zalétl 19. ledna 1956 zkušební pilot Mike Lithgow. Od dubna téhož roku procházel palubními zkouškami na letadlové lodi HMS Ark Royal (R09). Následující prototyp (WT 859) Type 544 se již vyznačoval zařízením pro ofukování vztlakových klapek umožňujícími snížit minimální rychlost a zjednodušením startu z katapultu a přistávání na letadlových lodích.
První sériový model Scimitar F Mk.1 (XD 212) opustil výrobní halu v South Marstonu 11. ledna 1957, poslední (XD 333) v září 1960. Supermarine Scimitar byl posledním letadlem značky Supermarine.

## Služba

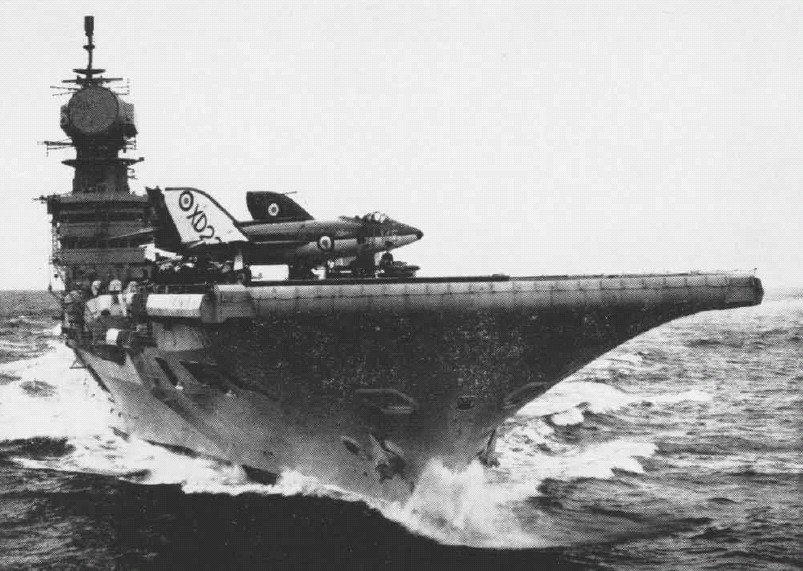
Supermarine Scimitar na palubě letadlové lodi HMS Victorious

První vybraní námořní piloti prošli přeškolením na Scimitary v Boscombe Down u zkušební perutě 700X. Operační přeškolení prováděla od června 1958 803. peruť v Lossiemouthu, která byla v září přemístěna na palubu letadlové lodi HMS Victorious.
Letouny Scimitar postupně převzaly operační perutě 736, 764B, 800B, 804 a 807, umístěné na HMS Ark Royal, HMS Centaur, HMS Eagle (R05) a HMS Hermes (R12).
Ve druhé polovině 60. let 20. století Scimitary dosluhovaly na pozemních základnách Royal Navy, kde byly používány ke zkušebním výcvikovým a pomocným úkolům u FRU Airwork v Yeoviltonu, RNAS Hal Far na Maltě, AHU Lossiemouth, RNAY Fleetlands, NASU Brawdy, u AAEE a RNAS Arbroath, AHU Tengah/Sembawang na Dálném východě a ve zkušebních střediscích RAE v Bedfordu a Farnborough.
Používala je i akrobatická skupina britského námořnictva.

## Specifikace

### Technické údaje
- Osádka: 1
- Rozpětí křídla: 11,33 m
- Délka: 16,87 m
- Výška: 4,65 m
- Nosná plocha: 45,06 m²

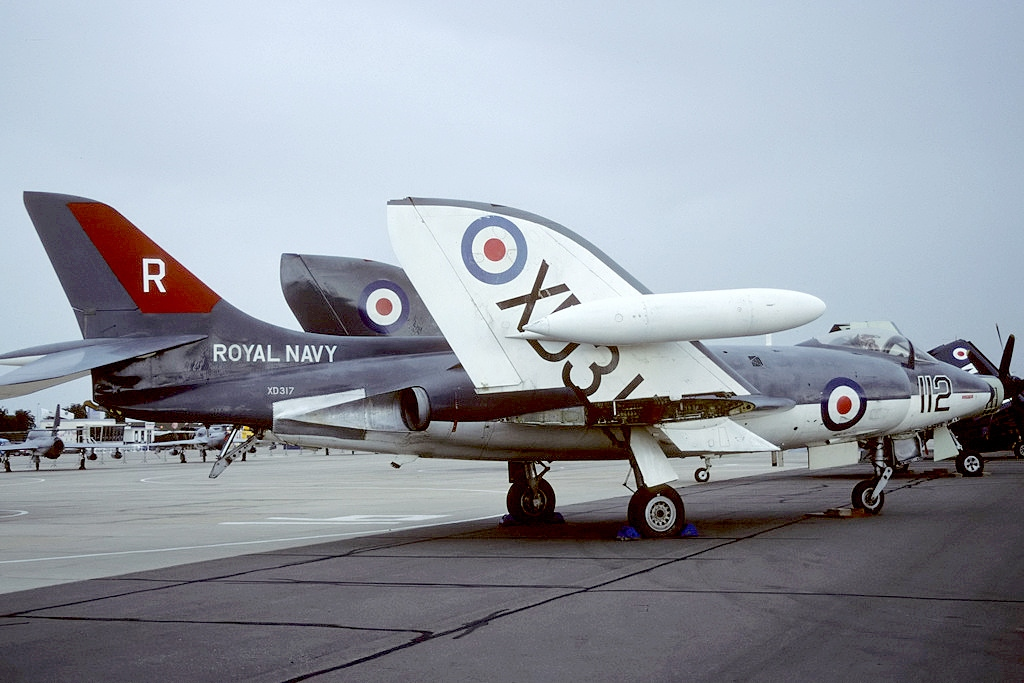
Supermarine Scimitar F Mk.1

- Pohonná jednotka: 2 × turbokompresorový motor Rolls-Royce Avon RA.24 Mk.202 o tahu 11,250 lb.s.t. (50,04 kN)
- Hmotnost prázdného stroje: 10 869 kg
- Maximální vzletová hmotnost: 15 513 kg

### Výkony
- Maximální rychlost: 1143 km/h
- Dostup: 15 240 m
- Dolet: 2288 km

### Výzbroj
- 4 × kanón ADEN ráže 30 mm
- 4 × puma o hmotnosti 454 kg nebo čtyři řízené protizemní střely AGM-12 Bullpup, čtyři protiletadlové střely AIM-9 Sidewinder a další varianty, včetně přídavných nádrží a atomových zbraní